# Manoir de Bois-Hibout
Le manoir de Bois-Hibout (ou Bois-Hibou), également dénommé la Lieutenance, est un édifice situé à Dives-sur-Mer, en France.

## Localisation
Le monument est situé dans le département français du Calvados, dans le centre-ville de Dives-sur-Mer, place de la République.

## Historique
Aux origines incertaines, ce bâtiment fut la résidence  d’Arthur Le Duc de la Falaise, lieutenant de l’Amirauté de Dives. Il est ensuite notamment propriété d’un sieur de Bois-Hibout puis, au XIXe siècle, le logement de la gendarmerie.

## Architecture
L’ensemble présente des caractéristiques architecturales qui situent sa construction en belles pierres de taille au XVIIe siècle. Il se présente comme une maison fortifiée, sur cinq niveaux dans sa partie la plus élevée. Chaque niveau est souligné de pierres en ressaut et un escalier saillant repose sur une trompeuse au premier étage.
Les façades sont inscrites au titre des Monuments historiques depuis le 18 mars 1927.